# George Martin (actor)
George Martin (nascut Francisco Martínez Celeiro; Barcelona, 18 de setembre de 1937), també conegut com a Jorge Martín, és un actor, director, productor i guionista català. Ha treballat en diverses pel·lícules de sèrie B, generalment produccions italianes, i algunes del subgènere spaghetti western.

## Carrera professional
De jove, Francisco Martínez Celeiro va ser nedador, saltador i tirador d'esgrima. Va arribar a aconseguir un subcampionat d'Espanya de gimnàstica. Tanmateix, va deixar de banda el món de l'esport per a dedicar-se al cinema com a elèctric i, més tard, com a actor amb el sobrenom de Jorge Martín, més tard George Martin. La seva irrupció en el món del cinema va coincidir amb l'auge del western a Espanya. A més, les seves capacitats i virtuts físiques propies d'un atleta el van fer idoni per encarnar papers com el de genet, especialista, etc. El seu primer film com a actor va ser la comèdia Horizontes de luz dirigida per León Klimovsky l'any 1961. Va desenvolupar papers en cintes de gènere com El hombre de la diligencia, La tumba del pistolero, Fuera de la ley, entre d'altres. Va col·laborar assíduament amb la productora Balcázar i va protagonitzar diversos films dirigits pel mateix Alfons Balcázar. Al 1971 va dirigir la seva primera pel·lícula titulada Escalofrio diabolico. Martin ha ocupat llocs de responsabilitat dins les productores Tilma Films, ABC Cinematografía, creada per ell mateix, i Trans-Overseas Pictures i, també, va mantenir lligams amb la distribuïdora CIRE Films. Tot i que no la signa ell, se li ha atribuït la direcció de El retorno de Clint el solitario rodada el 1972. Després de rodar Los hijos de Scaramouche l'any 1974 es va traslladar a Miami. L'any 2015 va assistir a una xerrada al Casal de Cultura Robert Brillas d'Esplugues de Llobregat en commemoració del 50è aniversari d'Esplugas City.

## Filmografia[1][5]

### Com a actor
- Horizontes de luz, León Klimovsky (1961)
- Abuelita Charlestón, Javier Setó (1961)
- Los motorizados, Camilo Mastrocinque (1962)
- Marcha o muere, Frank Wisbar (1962)
- Escuela de seductoras, León Klimovsky (1962)
- El valle de las espadas, Javier Setó (1962)
- Fuera de la Ley, León Klimovsky (1963)
- La conquista del Pacífico, José María Elorrieta (1963)
- Cuatro bodas y pico, Feliciano Catalán (1963)
- El diablo de vacaciones, José María Elorrieta (1963)
- La tumba del pistolero, Amando de Ossorio (1964)
- Los rurales de texas, Anthony Greepy (1964)
- Oeste Nevada Joe, Ignació F. Iquino (1964)
- Misión en el Estrecho, Pierre Gaspar Huit (1964)
- El hombre de la diligencia, José María Elorrieta (1964)
- Una pistola para Ringo, Duccio Tessari (1965)
- Rebeldes de Canada, Amando de Ossorio (1965)
- La isla de la muerte, Ernst von Theumer (1965)
- Kiss Kiss...Bang Bang, Duccio Tessari (1966)
- Clint, el solitario, A. Balcázar (1966)
- El retorno de Ringo, Duccio Tessari (1966)
- Cazador de recompensas, Tonino Valerii (1966)
- Thompson 1880, Guido Zurli (1967)
- Con la muerte a la espalda, A. Balcázar (1967)
- Tres supermen a Tokio, Bitto Albertini (1967)
- Los professionales de la muerte, Fernando Cisneros (1968)
- Quince horcas para un asesino, Nunzio Malasommma (1968)
- Sigpress contro Scotland Yard (Gangsters 70), Guido zurli (1968)
- Sonora, A. Balcázar (1969)
- Nuevas aventuras de Robín de los Bosques, Roberto B. Montero (1970)
- Los tres supermen en la selva, Bitto Albertini (1970)
- El corsario negro, Enzo Balli (1971)
- Escalofrio diabolico, George Martín (1971)
- Pasos de danza sobre el filo de una navaja, Maurice Pradeaux (1972)
- Judas... ¡Toma tus monedas!, Pedro L. Ramírez (1972)
- El retorno de Clint el solitario, A. Balcázar (1972)
- Demasiadas Muertes para Tex, George Martín (1973)
- Los Kalatrava contra el imperio del Karate, Manuel Esteba (1973)
- Tres superhombres en el Oeste, George Martín (1973)
- Los hijos de Scaramouche, George Martín (1974)

### Com a director
- Escalofrio diabolico (1971)
- Demasiadas Muertes para Tex (1972)
- Tres superhombres en el Oeste (1973)
- Los hijos de Scaramouche (1974)